# Centropages furcatus
Centropages furcatus är en kräftdjursart som först beskrevs av James Dwight Dana 1852.  Centropages furcatus ingår i släktet Centropages och familjen Centropagidae. Inga underarter finns listade i Catalogue of Life.